# 落尾木属
落尾木属（学名：Pipturus）是荨麻科下的一个属，为灌木或乔木植物。该属共有40种，分布于东亚至大洋洲。